# Бубнова, Екатерина Васильевна
Екатерина Васильевна Бубнова (род. 18 ноября 1968 года, Москва) — российский художник и искусстововед, член-корреспондент Российской академии художеств (2021). Член Московского союза художников (1997), член Союза художников России (2023), член Московского союза архитекторов (2023).

## Биография
Родилась в Москве в семье художников Валерии Сергеевны Шапошниковой и Василия Александровича Бубнова, внучка живописца Александра Павловича Бубнова.
В 1988 году начала регулярно экспонироваться на  выставках, проводимых МСХ .
В 1996 году окончила Московский государственный академический художественный институт имени В. И. Сурикова при Российской академии художеств. Затем в 1998-1999 годах училась в Университете Бургундии (Дижон, Франция).
С 1997 года состоит в Московском союзе художников.
В 2006-2009 годах работала старшим преподавателем кафедры Художественно-технического оформления печатной продукции Московского государственного университета печати.
В 2018-2022 годах занимала пост председателя Секции художников монументально-декоративного искусства Московского союза художников.
С 1997 года работает с новыми мультимедийными направлениями в современном изобразительном искусстве: фотографией, цифровыми коллажами, пространственными инсталляциями из современных материалов, и ведет активную выставочную деятельность. 	
Также работает в области монументального искусства и архитектуры. Является автором и соавтором художественного решения, декоративных панно и витражей ряда станций Московского Метрополитена. В 2015 за художественное оформление станции «Битцевский парк» награждена Премией города Москвы Битцевский парк. В 2020 награждена Серебряной медалью Российской академии художеств и Премией города Москвы за художественное оформление и дизайн станций «Шелепиха», «Хорошевская», «ЦСКА» , «Петровский парк» и «Савёловская» Большой кольцевой линии метро .
Так же награждалась Государственной стипендией для выдающихся деятелей культуры и искусства России (2019), грамотой Экспертного совета по церковному искусству, архитектуре и реставрации Русской Православной Церкви (2022), медалью «Шувалов» Российской академии художеств (2022) и др.

## Основные выставки последних лет
- «Mysteries, Secrets, Illusions» Fourth International Photographic Festival in Kaunas 2007[6]
- Photographers: network selection 2010[7],
- «Стена холст. Юбилейная выставка 60 лет СХМДИ МСХ» (Центральный дом художника, Москва, 2014)[8]
- «МСХ-80: юбилейная выставка Московского Союза художников» (Москва, ЦВЗ «Манеж», 2012)
- «Красные карпы в японском саду музея Бланес» (Государственный исторический музей Cabildo, Монтевидео, Уругвай, 2010)[9]
- «Цифровые сны о человеческом теле» (Международный фестиваль фотографии в Пиньяо, Китай, 2009)[10]
- «Пелена» на фотофестивале PhotoVisa 2015[11]
- «Veil» в Русском культурном центре в Хьюстоне в рамках биеннале Fotofest 2016[12]
- 26th Month of Photography Bratislava 2016[13]
- «Человек / Природа : трудности перевода» 2017 [14]
- "По направлению к живописи" на фотофестивале PhotoVisa 2018 [15]
- АРТСТРОЙКА, Центральный дом архитектора, Москва, 2019 [16][17]
- Монументальное искусство в архитектуре России 1960-2010 гг, Путевой дворец Василия III в Саду имени Баумана, Москва, 2019 [18]
- #вголовехудожника, Москва, Кузнецкий мост, 11, 2019 [19][20]
- МЕТРО: ОТКРЫТЫЙ СПИСОК 2020 [21]
- ПАСПОРТ МОНУМЕНТАЛИСТА, Москва, Кузнецкий мост, 11, 2021 [22]
- ОТЦЫ И ДЕТИ. ТОТЕМ И ТАБУ, 2021 [23]
- Находки из подсознания одного сказочного героя, Cube.Moscow при участии философского факультета МГУ им. М. В. Ломоносова и Baranov Gallery, 2022 [24]
- «Великое искусство рядом. Шагал», Галерея Беляево, 2022-23  [25]
- «Цветы из будущего», Галерея Ходынка, 2023
- Spiritual Landscape. Volume 1, XXIII Международный фотофестиваль, Пиньяо, Китай, 2023
- Легкость монументализма. Театр жизни, Центральный Дом архитектора, Москва, Россия, 2023 [26]

## Премии и награды
- За художественное оформление станции Московского метрополитена «Битцевский парк» присуждена премия города Москвы  в области литературы и искусства.[3] —2015
- Премия города Москвы в области литературы и искусства — за художественное оформление и дизайн станций «Шелепиха», «Хорошевская», «ЦСКА», «Петровский парк» и «Савёловская» Большой кольцевой линии метро[5].  — 2020
- Награждена Серебряной медалью Российской академии художеств  — (2020)
- Награждена медалью Шувалов Российской академии художеств — 2022
- Награждена  Грамотой Экспертного совета по церковному искусству, архитектуре и реставрации Русской Православной Церкви «За труды по проведению выставки-фестиваля церковного искусства «Монументальное искусство в церкви» — 2022

## Семья
Отец — заслуженный художник Российской Федерации, академик Российской Академии художеств Василий Александрович Бубнов.
Мать — заслуженный художник Российской Федерации, член-корреспондент Российской Академии художеств Валерия Сергеевна Шапошникова.
Дед — заслуженный деятель искусств РСФСР, член-корреспондент Академии художеств СССР, лауреат Сталинской премии Александр Павлович Бубнов.
Сестра —  Алиса Васильевна Бубнова-Цицианова, скульптор.
Муж — Евгений Евгеньевич Щеглов, монументалист, живописец, график, автор мультимедийных проектов. Лауреат премии Москвы в области литературы и искусства 2020 года.

## Публикации
- Персональный сайт
- Екатерина Бубнова: Artist in Works // Russian ZOOM. — 2008. — January-february.
- Чмырёва Ирина Юрьевна. Счастливые сады в московском метро.
- Терехович Марина Леонидовна. Прогулка в парке // Архитектура, строительство, дизайн. — 2014. — Март.
- Вяжевич Мария Валерьевна. Цвет в конце тоннеля // Юный художник. — 2015. — Май.
- Lisa Baker. LEVEL -1 Contemporary Underground Stations of the World. — Braun, 2015. — ISBN 978-3-03768-191-6.
- Сергей Кузнецов, Александр Змеул, Эркен Кагаров. Скрытый Урбанизм. Архитектура и дизайн Московского метро 1935−2015. — «Дом Паблишерз», 2016. — Vol. 352 стр. с илл.. — ISBN 978-3-86922-413-8.
- Михаил Сидлин. Парашют на потолке // Декоративное искусство. — 2018. — №1/423.
- Наталья Аникина. Московское метро в XXI веке // Декоративное искусство. — 2020. — №1/425.
- Особенности развития техник и технологий в искусстве. История и современность. — Российская академия художеств, 2020. — Vol. 368 стр. с илл.. — ISBN 978-5-00016-059-6.
- Наталья Аникина, Пётр Радимов. Территория искусства. Московские художники в метро. — ИП Павлов, 2021. — Vol. 283 стр. с илл.. — ISBN 978-5-9500741-5-8.
- Ирина Чмырёва. Лексикон русской фотографии XX-XXI веков. — ИНДРИК, 2022. — Vol. 944 стр. с илл.. — ISBN 978-5-91674-665-5.
- Актуальные проблемы монументального искусства: сборник научных трудов. — ФГБОУВО "СПбГУПТД", 2022. — Vol. 607 стр. с илл.. — ISBN 978-5-7937-2069-4.
- Наталья Аникина. 100 ведущих монументалистов Москвы второй пловины XX века — первой четверти  XXI века. — ООО "Комбинат монументально-декоратвного искусства", 2024. — Vol. 199 стр. с илл.. — ISBN 978-5-9500741-6-5.